# Ekko
 For alternative betydninger, se Ekko (flertydig). (Se også artikler, som begynder med Ekko)
Ekko er det fænomen at lyd kastes tilbage, når den rammer en hård flade, og også betegnelsen for den tilbagekastede lyd.
Navnet stammer fra den græske oreade Echo.